# Onthophagus praestans
Onthophagus praestans là một loài bọ cánh cứng trong họ Bọ hung (Scarabaeidae).